# Simon Mwansa
Simon Mwansa (ur. 24 października 1967) – zambijski piłkarz grający na pozycji pomocnika. W swojej karierze rozegrał 2 mecze w reprezentacji Zambii.

## Kariera klubowa
W swojej karierze piłkarskiej Mwansa grał w klubie Nchanga Rangers.

## Kariera reprezentacyjna
W reprezentacji Zambii Mwansa zadebiutował 13 stycznia 1994 roku w zremisowanym 1:1 meczu kwalifikacji do Pucharu Narodów Afryki 1996 z RPA, rozegranym w Lusace. Wcześniej, w 1988 roku, był powołany do kadry na Igrzyska Olimpijskie w Seulu. W kadrze narodowej rozegrał 2 mecze, oba w 1994.